# اسمالی (یومورتالیک)
اسمالی {{ترکی|Asmalı) (به کردی: Asmelî) یک منطقهٔ مسکونی در ترکیه است که در یومارتالیک واقع شده‌است.